# Emociones (álbum)
Emociones es un álbum de estudio de Julio Iglesias, lanzado al mercado bajo el sello CBS, en 1978, que incluye uno de sus más grandes éxitos: Me olvidé de vivir.

## Lista de Canciones
Lado A 
- "Me olvidé de vivir" (Julio Iglesias, Jacques Revaux, Pierre Billón, Ramón Arcusa) 4:50
- "Voy a Perder La Cabeza Por Tu Amor" (Manuel Alejandro. Ana Magdalena) 4.35
- "Spanish Girl" (Julio Iglesias, Ramón Arcusa, Manuel de la Calva) 3:30
- "Pobre Diablo"(Julio Iglesias, Ramón Arcusa, Manuel de la Calva) 2:52
- "Quiéreme"(Julio Iglesias, Alexander Borodin, Ramón Arcusa) 2:43

Cara B.
- "Pregúntale" (Julio Iglesias, Manuel de la Calva, Ramón Arcusa) 4:55
- "Quiéreme Mucho" (Gonzalo Roig) 4:06
- "Con Una Pinta Así" (Julio Iglesias, Manuel de la Calva, Ramón Arcusa) 3:25
- "No Vengo Ni Voy" (Dino Ramos) 3:28
- "Un Día Tú, Un Día Yo"(Julio Iglesias, Ramón Arcusa, P. Trim, Manuel de la Calva) 3:00

- Datos: Q5373655